# Melierax poliopterus
L'astore canoro orientale (Melierax poliopterus Cabanis, 1868) è un uccello rapace della famiglia degli Accipitridi originario della regione che si estende dall'Etiopia e dalla Somalia fino alla Tanzania.

## Descrizione

### Dimensioni
Misura 45-55 cm di lunghezza, per un peso di 514-581 g nel maschio e di 673-802 g nella femmina; l'apertura alare è di 96-110 cm.

### Aspetto
L'astore canoro orientale è un rapace di medie dimensioni, la cui sagoma differisce da quella delle specie del genere Accipiter per le ali ampie e larghe e la coda lunga e graduata. Come nella maggior parte dei rapaci, i sessi sono identici: la femmina è soltanto leggermente più grande del maschio. L'adulto ha il corpo interamente grigio, barrato molto finemente di chiaro dal petto al ventre. La punta delle ali e la coda sono più scure. Il groppone è bianco. Sotto questo aspetto, ricorda le albanelle di colore grigio, vale a dire l'albanella minore e l'albanella pallida, ma il suo volo è molto diverso. La cera è gialla, gli occhi sono rosso scuro e le lunghe zampe nude sono rosso-arancio. L'astore canoro orientale immaturo ha le parti superiori marroni, il petto striato di marrone, il ventre bianco barrato di marrone. Il groppone è bianco come quello dell'adulto, a volte leggermente macchiato di marrone. Gli occhi sono di colore bianco-giallastro. È estremamente difficile distinguerlo dall'astore canoro scuro immaturo.

### Voce
L'astore canoro orientale vocalizza essenzialmente al momento della riproduzione. Il canto è una lunga serie di note penetranti, emesse durante il volo di parata, o da un posatoio. Le prime note sono più lunghe e più penetranti. La strofa è stata trascritta come un piiiii...piipiipipipipipipipipi... o un cliouuu-cliouuu-clou-clou-clou..., che rende assai bene conto della struttura e della tonalità di questo canto. Questa salva di note può essere ripetuta instancabilmente. Il grido di allarme è un richiamo ondeggiante che ricorda quello dell'astore canoro scuro.

## Biologia
L'astore canoro orientale vive da solo o in coppia. È possibile incontrarlo la maggior parte delle volte appollaiato ben in vista in cima a un albero spinoso, da dove individua le prede e può fiondare loro addosso. Più raramente, quando non è a caccia, è possibile avvistarlo sul terreno. È un uccello sedentario che può tuttavia spostarsi all'interno del suo areale a seconda delle condizioni meteorologiche e delle risorse.

### Alimentazione
La dieta è composta per la maggior parte da piccoli rettili, serpenti e lucertole, ma può anche includere micro-mammiferi e piccoli uccelli, nonché alcuni grossi artropodi, ad esempio coleotteri. L'astore canoro orientale solo raramente si ciba di carogne. Caccia principalmente alla posta, ma a volte può eseguire dei brevi inseguimenti in volo.

### Riproduzione
La riproduzione ha luogo alla fine della stagione secca. In Tanzania e in Kenya, dove le stagioni delle piogge sono due, vi sono due stagioni riproduttive. La parata è nella maggior parte dei casi notturna, con i due uccelli che volteggiano al di sopra del loro territorio nelle prime ore notturne. La coppia costruisce il nido su un albero, quasi sempre un'acacia o un'euforbia, a circa 5-8 metri di altezza. Questo è una piattaforma di ramoscelli di circa 60 cm di diametro, poco profonda, che gli uccelli tappezzano con detriti vari. La covata è costituita da una o due uova covate per cinque settimane, come quelle di altre specie di astori. È soprattutto la femmina ad occuparsi di questo compito. Il soggiorno dei giovani nel nido si protrae fino a otto settimane; in generale riesce a sopravviverne solo uno, sebbene non sia stata osservata nessuna forma di aggressività tra i nidiacei.

## Distribuzione e habitat
Gli astori canori orientali frequentano le zone secche, le savane arbustive ricche di arbusti spinosi e le savane alberate fino a 2000 m. Nelle zone in cui gli areali delle due specie si sovrappongono, mostrano un maggiore attaccamento alle zone aride rispetto agli astori canori scuri.
L'astore canoro orientale è presente nelle regioni nord-orientali della Tanzania, in Kenya e in Uganda, oltre che nelle regioni sud-orientali dell'Etiopia, in Somalia e a Gibuti. È uno dei rapaci più comuni dell'Africa orientale.

## Conservazione
L'astore canoro orientale è ampiamente distribuito nelle zone in cui è presente. In Kenya, nel parco dello Tsavo, che ospita un habitat ideale per questa specie, sono state misurate densità di popolazione che variano da 50 a 60 coppie per 100 km². Di conseguenza, la specie non è considerata minacciata. Solo la distruzione degli alberi dovuta agli incendi controllati o alla sovrappopolazione degli elefanti potrebbe danneggiare la specie in futuro.